# Australiputo casuarinae
Australiputo casuarinae är en insektsart som först beskrevs av William Miles Maskell 1893.  Australiputo casuarinae ingår i släktet Australiputo och familjen ullsköldlöss. Inga underarter finns listade i Catalogue of Life.